# Федотов, Владимир Григорьевич
Влади́мир Григо́рьевич Федо́тов (18 января 1943, Москва, СССР — 29 марта 2009, Москва, Россия) — советский футболист, нападающий, советский и российский тренер.
Рекордсмен по числу матчей за ЦСКА в чемпионатах СССР (1960—1975, 382 матча, 92 гола).
За сборную СССР сыграл 22 матча, забил 4 гола.
Единственный сын известного футболиста Григория Федотова и зять тренера Константина Бескова.

## Биография

### Ранние годы
Владимир Федотов всегда считал, что его будущее было определено футбольными генами отца. Так, например, уже с 4 лет Григорий Федотов брал сына на тренировки ЦСКА. Кроме того, Владимир ездил с отцом и на сборы. В конце концов, отец записал Владимира в ФШМ. Первым тренером Владимира Федотова был Валерий Маслов.

### Карьера игрока
В 18 лет приглашен Константином Бесковым в ЦСКА. Сам Бесков в конце сезона был снят, а Федотов в первом же сезоне ярко проявил себя — 10 голов в 12 матчах. Яркая и результативная игра позволила Владимиру закрепиться в составе и стать лидером команды.
Вместе с командой стал бронзовым призёром чемпионатов 1964 и 1965.
Федотов обеспечил команде ЦСКА победу в заключительном матче чемпионата СССР-70 против московского «Динамо». К 71-й минуте «Динамо» вело 3:1, однако именно Федотов с 71-й по 84-ю минуты сначала забил гол, потом заработал пенальти (реализован Поликарповым), а затем забил победный гол — после удара мяч наскочил на кочку перед вратарём «Динамо» Пильгуем и залетел в ворота. После матча, уже в ташкентском аэропорту, неизвестный узбекский болельщик принёс в подарок Федотову горстку земли с той самой «победной» кочки.

### Тренерская карьера
В 1975 году, когда команду ЦСКА поручили возглавить Анатолию Тарасову, стал играющим тренером команды. Позже полностью перешёл на тренерскую работу в ЦСКА.
В 1981 году возглавил СКА (Ростов-на-Дону), с которым 9 мая 1981 года выиграл Кубок СССР.
В начале 1993 года заключил 10-месячный контракт с клубом из Бахрейна «Аль-Мухаррак». В октябре 1993 года за 6 туров до конца чемпионата России в качестве и. о. главного тренера возглавил «Спартак» (Владикавказ). Однако после окончания сезона покинул команду, поскольку стало известно о назначении его тестя, Константина Бескова, главным тренером московского «Динамо», в то время как предполагалось, что Бесков будет тренером-консультантом у Федотова во Владикавказе.
В 1994 году работал тренером в «Динамо» (Москва). В 1995—1996 — тренер ЦСКА.
В сезоне 1998 года — главный тренер саратовского «Сокола».
С 2002 года — в тренерском штабе московского «Спартака». Дважды становился исполняющим обязанности главного тренера клуба (2003, 2004). С 1 июня 2006 года занимал должность главного тренера «Спартака», но 19 июня 2007 года был отправлен в отставку после серии неудачных матчей команды. По словам Егора Титова, «Федотов постоянно говорил о том, что его „подсиживают“. Но фамилии не называл. Он из-за всего этого сильно переживал, нервничал, что его могут убрать в любой момент. Так в итоге и вышло».
С 26 июня 2007 года по январь 2009 года — спортивный директор ФК «Москва».

## Смерть
16 марта 2009 года Федотов был госпитализирован в Боткинскую больницу Москвы в состоянии комы. Скончался 29 марта в возрасте 66 лет. Причина смерти не разглашалась. Он был похоронен на Новодевичьем кладбище рядом с отцом.
По словам супруги, причиной смерти стала тяжёлая депрессия после увольнения из «Спартака» и «Москвы».

## Достижения

### В качестве игрока
ЦСКА (Москва)
- Чемпион СССР: 1970
- Бронзовый призёр чемпионата СССР: 1964, 1965
- Финалист Кубка СССР: 1967

### В качестве тренера
СКА (Ростов-на-Дону)
- Обладатель Кубка СССР: 1981

«Спартак» (Москва)
- Серебряный призёр чемпионата России: 2006

### Личные
- Лучший бомбардир чемпионата СССР 1964 года (16 голов).
- Пять раз попадал в Список 33 лучших (4 раза на первом месте).
- Член Клуба Григория Федотова — 105 голов за карьеру.